# Travil
Travil (o Taravil) és un nucli de població del municipi de Capolat, al Berguedà, format per algunes cases al voltant de l'Església de Sant Quintí de Taravil.

## Història
No queden restes de l'antiga església romànica. L'actual edifici és obra de les modificacions que es van fer al segle xvii i al segle xviii.
Tot i això, l'església és una de les que disposa de documentació més antiga de la comarca del Berguedà: Travil o Taravil fou un dels punts de reconquesta i repoblació de la Vall de Lord, iniciada pel comte Guifré el Pelós, entre els anys 872 i 875. Aquesta repoblació permeté al bisbe d'Urgell, Galderic, refer l'organització religiosa i parroquial de la zona, concretament a les esglésies de Sisquer, Castelltort, la Selva (Navès), Tentellatge, el Cint, la Móra, Vall d'Ora, la Pedra, Terrers i Travil (Taravilde). Alguns d'aquests llocs, foren presos posteriorment pel comte Sunifred II d'Urgell, i per això el bisbe Guisad II en va reclamar la seva restitució l'any 948.
L'església de Travil ja va aparèixer mencionada a l'acta de consagració de la Catedral de la Seu d'Urgell, en un document de la fi del segle x o inici del segle xi. Se suposa que Sant Quintí va perdre el seu caràcter parroquial abans del 1312. Estava integrada als dominis de la casa de Cardona i al segle xviii era sufragània de Sant Martí de Capolat. L'església de Sant Quintí de Travil té un altar barroc, obra de Josep Pujol i Juhí del segle xviii . Avui en dia, l'església de Sant Quintí de Travil resta sense culte i depèn de Sant Martí de Capolat.

## Geografia

### Situació
Travil es troba al municipi de Capolat, a l'extrem sud-oest de l'Alt Berguedà, al límit amb el Solsonès. El lloc és a 1.277 m per sobre del nivell del mar.
L'antic terme parroquial de Sant Quintí es troba al sector més occidental del municipi, prop dels cingles de Travil, que dominen la vall de l'Aigua d'Ora.

### Comunicacions
Per Travil hi passa una pista forestal enquitranada que uneix l'Espunyola amb Capolat i amb la carretera que uneix Berga amb Sant Llorenç de Morunys.
Pel mig del terme també hi passa el sender de gran recorregut GR 1.

### Llocs geogràfics
El nucli de població són unes poques cases a l'entorn del nucli que formen la masia Casòliba i les seves dependències, l'església de Sant Quintí i el cementiri que hi ha al costat. Altres cases del nucli de Travil són Cal Sant, cal Bertran i Trasserra.

### Geografia física (font:Institut Cartogràfic de Catalunya)
Travil està format pels plans de Travil i el pla de Trasserra. Al sud dels plans de Travil hi ha els cingles de Travil i la Costa del Mercadal, que dominen la depressió central catalana.
Els punts més alts de la zona són el Cap dels Plans (de 1386 metres), el Talaiador (1323 m.) al sud; el Tossal de Vilella (1525 m.) al nord; i el Puig Rodon (1.338 m) i el Puig Gertell (1.388 m) a l'oest.
Travil està solcat per la Rasa de Boixedera i la Rasa de Tresserra que deriven cap al Cardener per la Riera de l'Hospital i la Riera de Navel i la Rasa de les Fraus que també va cap al riu Cardener però per l'Aigua d'Ora. Hi ha diverses fonts, entre elles la Font Freda i la Font de la Salut.

## Arqueologia
La Generalitat de Catalunya impulsà les excavacions arqueològiques del lloc de Sant Quintí de Travil. En aquestes, entre altres coses, s'hi van trobar indicis d'una necròpolis alt-medieval al voltant del primitiu temple romànic. També es suposa que l'espai va patir diverses reutilitzacions durant un llarg espai de temps. Es destaca la troballa d'un sarcòfag amb una inscripció, que forma part de la paret de l'actual cementiri.